# ناینشتدت
ناینشتدت (به آلمانی: Neinstedt) یک منطقهٔ مسکونی در آلمان است که در تاله واقع شده‌است. ناینشتدت ۱٬۹۴۹ نفر جمعیت دارد.